# Cuphophyllus
Cuphophyllus (Marinus Anton Donk, 1962 ex Marcel Bon, 1984)  din încrengătura Basidiomycota, în ordinul Agaricales și familia Hygrophoraceae este un gen de ciuperci cu conform Index Fungorum actual (2023) cu aproape 70 specii (în Europa aproximativ doar 20))  în marea majoritate comestibile și niciodată otrăvitoare. Un nume popular nu este cunoscut. Toți bureții genului sunt saprofiți, unii posibil în plus micorizanți. Se dezvoltă în grupuri preferat prin pășuni, pajiști, în special cele mai uscate și sărace în nutrienți, Majoritatea speciilor s-au specializat în locații sărace, adesea destul de uscate, reacționând sensibil la pășunatul intensiv și la fertilizarea, în special cea minerală. Tip de specie este Cuphophyllus pratensis.

## Taxonomie
Speciile ale acestui gen au fost alăturate anterior genului Camarophyllus (Fr.) P.Kumm., 1871). Dar, așa cum a susținut micologul neerlandez  Marinus Anton Donk (1908-1972) în volumul 5 al jurnalului micologic Nova Hedwigia din 1962, tipul de specie ar trebui să fie Agaricus camarophyllus (Alb. & Schwein., 1805), specia de la care genul își luase numele, ce însă a însemnat, că Camarophyllus în sens strict este un sinonim al genului Hygrophorus, deoarece Agaricus camarophyllus este o specie Hygrophorus (Hygrophorus camarophyllus ). În urmă, Donk a redenumit genul drept subspecie a genului Hygrocybe.

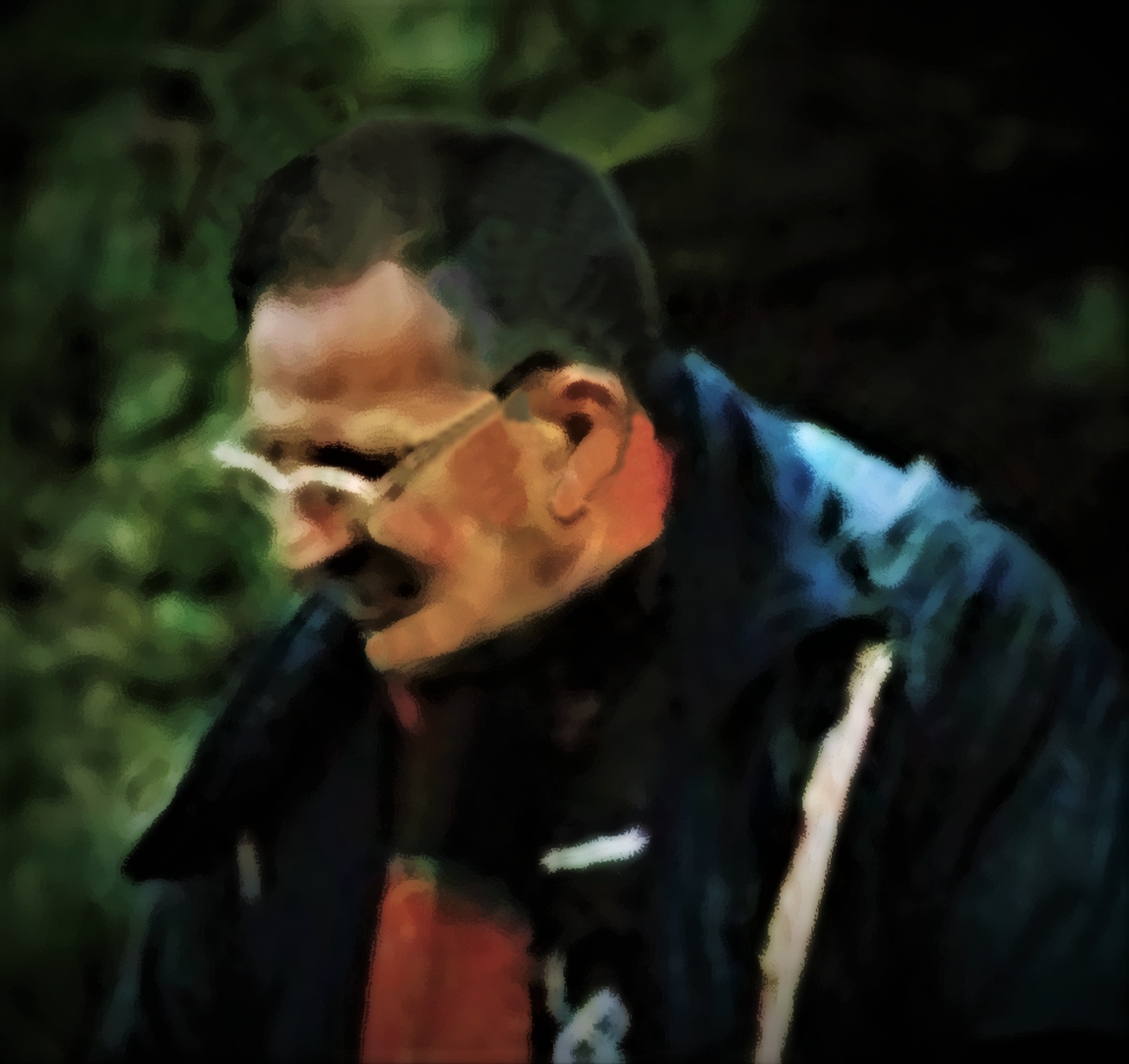
Marcel Bon

Apoi, în 1984, micologul francez Marcel Bon a creat genul propriu Cuphophyllus, mutând toate speciile implicate. Dar, mai întâi, genul a fost văzut numai un sinonim cu genul Hygrocybe de către cele mai multe autorități, până în 2011, când cercetări moleculare bazate pe analiza cladistică a secvențelor ADN, au indicat faptul că Cuphophyllus este monofiletic și formează un grup natural distinct de Hygrocybe în sens strict.
În 2012, a mai fost propusă o altă denumire de către micologul italian Alfredo Vizzini, anume Dermolomopsis care în nu este folosită în acest context. 
Numele generic este derivat din cuvintele de limba greacă veche (greacă veche κυρτός= aplecat, arcuit, curbat) și (greacă veche φύλλον= frunză, frunziș, petală).

## Descriere

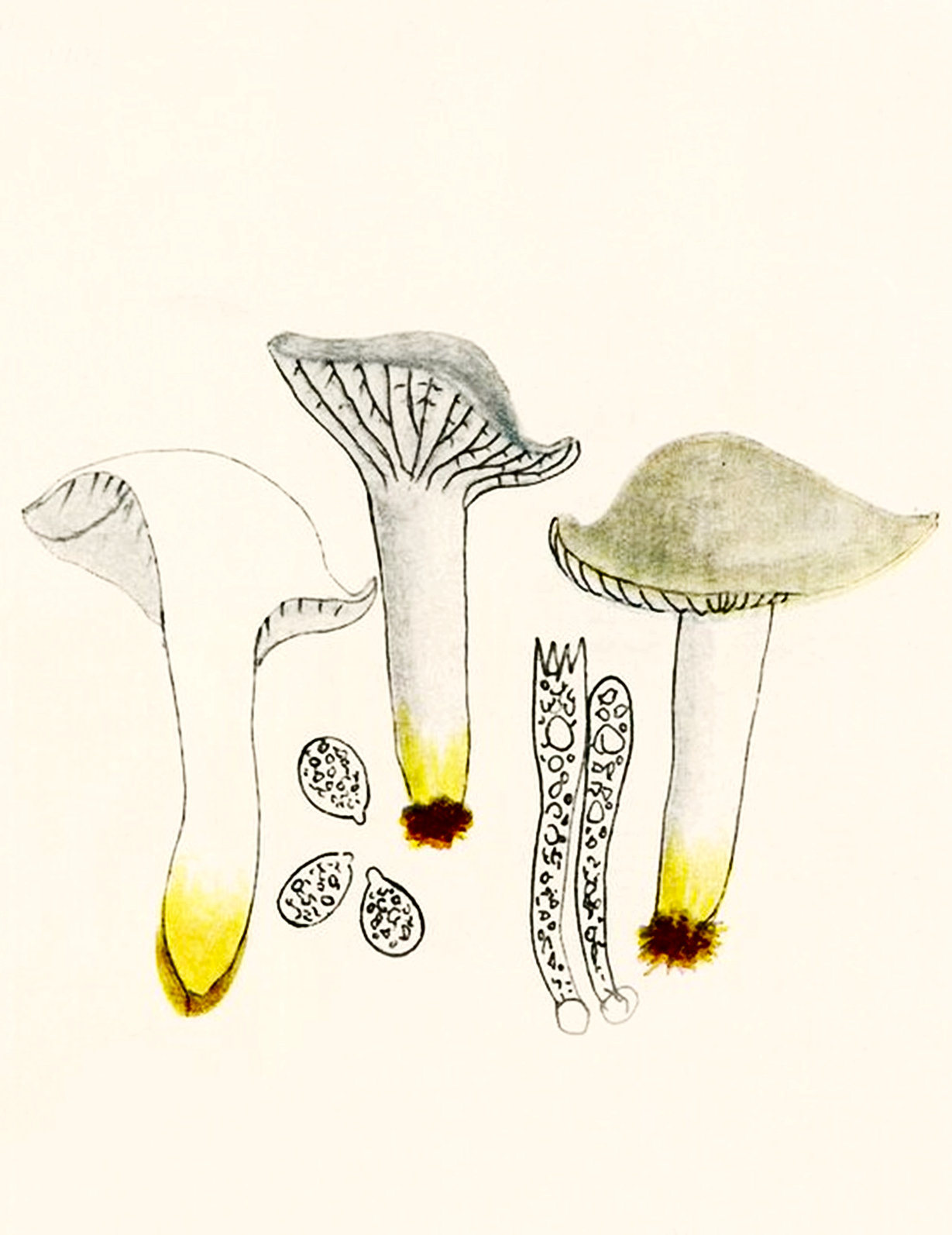
Bres.: Hygrophorus lacmus

- Pălăria: higrofană, de dimensiune relativ mică până la mijlocie cu un diametru de 2,5-7 (9) cm, este destul de moale, convexă cu marginea involută, ulterior aplanată, adesea turtit cocoșată și pe măsură ce ciuperca îmbătrânește deprimată, cu marginea curbată în sus. Cuticula uscată (cu excepția Cuphophyllus virgineus și foarte puține altele)  este mată, lipsită de strălucire, la umezeală ceva lipicioasă cu un anumit luciu, netedă, golașă, unele specii fiind spre margine striate și translucide. Speciile sunt predominant colorate neremarcabil (albe, cafenii, cenușii, pal portocalii, roz-maronii până la brun murdar). Coloritul nu se schimbă după apăsare sau leziune, dar atunci când bureții sunt umezi, datorită higrofanității.
- Lamelele: moi până ceroase, îndepărtate, groase, inegale și ceva bulboase, adesea conectate între ele prin vene încrucișate (anastomoze), sunt uneori scurt decurente, dar preponderent profund decurente la picior. Coloritul este mereu mai deschis ca cel al cuticulei.
- Piciorul: destul de robust, de o statură mai gracilă, cu 2 la 9 cm lungime și  0,4-1,6 cm grosime este uscat, neted, nepătat și adesea încarnat slab fibrilos alb, cilindric, nu rar și îndoit, fiind plin mai târziu împăiat pe dinăuntru. Nu prezintă un inel și nu se colorează prin rupere.
- Carnea: are un context ferm până la destul de fragil, de colorit asemănător cuticulei, în centru adesea albicios. Mirosul nu este remarcabil, și gustul blând. [5][6]
- Caracteristici microscopice: are spori hialini (translucizi), neamilozi (nu se decolorează cu reactivi de iod), netezi, groși, elipsoidali până sub-ovoidali nu constrânși, fără por germinal, având o mărime medie de 5,5-8 x 3-6 microni. Pulberea lor este preponderent albă, uneori crem-albicioasă. Basidiile sunt clavate, adesea înguste, cu 4 sterigme fiecare (în mod excepțional câteva doar cu 2 spori). Pileipellis este o cutis uscată. Himenoforul tramei este neregulat/iregular, format din elemente destul de scurte, cilindrice până umflate cu o dimensiune aproximativă de 20-150 x 3-15  microni. Cistidele (celule de obicei izbitoare și sterile care pot apărea între basidii și himen, stratul fructifer) lipsesc. Stipitipellis este slab diferențiată. Conexiuni cu cleme sunt prezente.[14]

## Specii ale genului
Conform Index Fungorum, următoarele specii sunt clasificate în genul Cuphophyllus:
| - Cuphophyllus acutoides (A.H.Sm. & Hesler) Lodge, Matheny & Sánchez-García (2013) - Cuphophyllus adonis (Singer) Lodge & M.E.Sm. (2013) - Cuphophyllus albidocinereus (Kalamees) Bon (1990) - Cuphophyllus angustifolius (Murrill) Bon (1985) - Cuphophyllus antillanus (Pegler) Courtec. (2004) - Cuphophyllus apricosus (E. Horak) J.A.Cooper (2023) - Cuphophyllus atlanticus J.B.Jordal & E.Larss. (2021) - Cuphophyllus aurantiopallens (E.Horak) J.A.Cooper (2023) - Cuphophyllus aurantius (Murrill) Lodge, K.W.Hughes & Lickey (2013) - Cuphophyllus austropratensis (A.M.Young) J.A.Cooper (2023) - Cuphophyllus basidiosus (Peck) Lodge & Matheny (2013) - Cuphophyllus berkeleyi (P.D.Orton & Watling) Bon (1985) - Cuphophyllus bicolor (Dennis) Lodge & S.A.Cantrell (2013) - Cuphophyllus bondii Lebeuf & I.Saar (2021) - Cuphophyllus borealis (Peck) Bon (1985) - Cuphophyllus buccinulus (Speg.) Courtec. (2004) - Cuphophyllus canescens (A.H.Sm. & Hesler) Bon (1990) - Cuphophyllus canus (E.Horak) J.A.Cooper (2023) - Cuphophyllus carcharias (E.Horak) J.A.Cooper (2023) - Cuphophyllus cereopallidus (Clémençon) Bon (1985) - Cuphophyllus cheelii (A.M.Young) J.A. Cooper (2023) - Cuphophyllus cinerellus (Kühner) Bon (1985) | - Cuphophyllus cinereus (Pers.) Bon (1985) - Cuphophyllus citrinopallidus (A.H.Sm. & Hesler) Bon (1991) - Cuphophyllus colemannianus (A.Bloxam) Bon (1984) - Cuphophyllus comosus (Bas & Arnolds) Lodge, Boertm. & E.Larss. (2020) - Cuphophyllus delicatus (E.Horak) J.A.Cooper (2023) - Cuphophyllus esteriae Voitk, I.Saar & E.Larss. (2020) - Cuphophyllus ferrugineoalbus (Singer) S.A.Cantrell & Lodge (2008) - Cuphophyllus flavipes (Britzelm.\|Britzelm.) Bon (1985) - Cuphophyllus flavipesoides J.B.Jordal & E.Larss. (2021) - Cuphophyllus fornicatus (Fr.) Lodge, Padamsee & Vizzini (2013) - Cuphophyllus fuscescens (Bres.) Bon (1985) - Cuphophyllus gloriae (G.Stev.) J.A.Cooper (2023) - Cuphophyllus griseorufescens (E.Horak) Lodge & Padamsee (2013) - Cuphophyllus grossulus (Pers.) Bon (1985) - Cuphophyllus hygrocyboides (Kühner) Bon (1985) - Cuphophyllus impurus (E.Horak) J.A.Cooper (2023) - Cuphophyllus lacmus (Schumach.) Bon 1984 - Cuphophyllus lamarum Voitk, Boertm. & I.Saar (2020) - Cuphophyllus laranja Desjardin & B.A.Perry (2020) - Cuphophyllus lepidopus (Rea) A.M.Ainsw. (2017) - Cuphophyllus lilacinus (P.Karst.) Bon (1985) - Cuphophyllus monteverdae (Bañares) & Arnolds E.Larss. (2021) | - Cuphophyllus nebularis Bon (1985) - Cuphophyllus neopratensis Courtec. & Fiard (2005) - Cuphophyllus niveicolor (Murrill) Courtec. (2004) - Cuphophyllus niveus (Scop.) Bon (1984) Cuphophyllus ochraceopallidus (P.D.Orton) Bon (1985) - Cuphophyllus patinicolor (E.Horak) J.A.Cooper (2023) - Cuphophyllus pegleri Lodge (1999) - Cuphophyllus pratensis (Pers.) Bon (1985) - Cuphophyllus pseudopallidus (Hesler & A.H.Sm.) Lodge, Boertm. & E. Larss. (2020) - Cuphophyllus radiatus (Arnolds) Bon (1990) - Cuphophyllus rainierensis (Hesler & A.H.Sm.) Lebeuf (2018) - Cuphophyllus recurvatus (Peck) Lebeuf (2018) - Cuphophyllus rigelliae (Velen.) Bon 1989 - Cuphophyllus roseascens (E.Ludw. & J.G.Svenss.) Lebeuf (2018) - Cuphophyllus roseipes (Massee) Lüderitz (2018) - Cuphophyllus russocoriaceus (Berk. & T.K.Mill.) Bon (1985) - Cuphophyllus salmonipes (G.Stev.) J.A.Cooper (2023) - Cuphophyllus subradiatus (Schumach.) Bon (1985) - Cuphophyllus subroseovenosus S.A.Cantrell & Lodge (2008) - Cuphophyllus subviolaceus (Peck) Bon (1985) - Cuphophyllus umbrinus (Dennis) Courtec. (2004) - Cuphophyllus viola (J. Geesink & Bas) Bon (1989) - Cuphophyllus virgineus (Wulfen) Kovalenko (1989) - Cuphophyllus xanthochrous (P.D.Orton) Bon (1985) - Cuphophyllus yacurensis Barili, C.W.Barnes & Ordoñez (2017) |

## Specii ale genului în imagini (selecție)

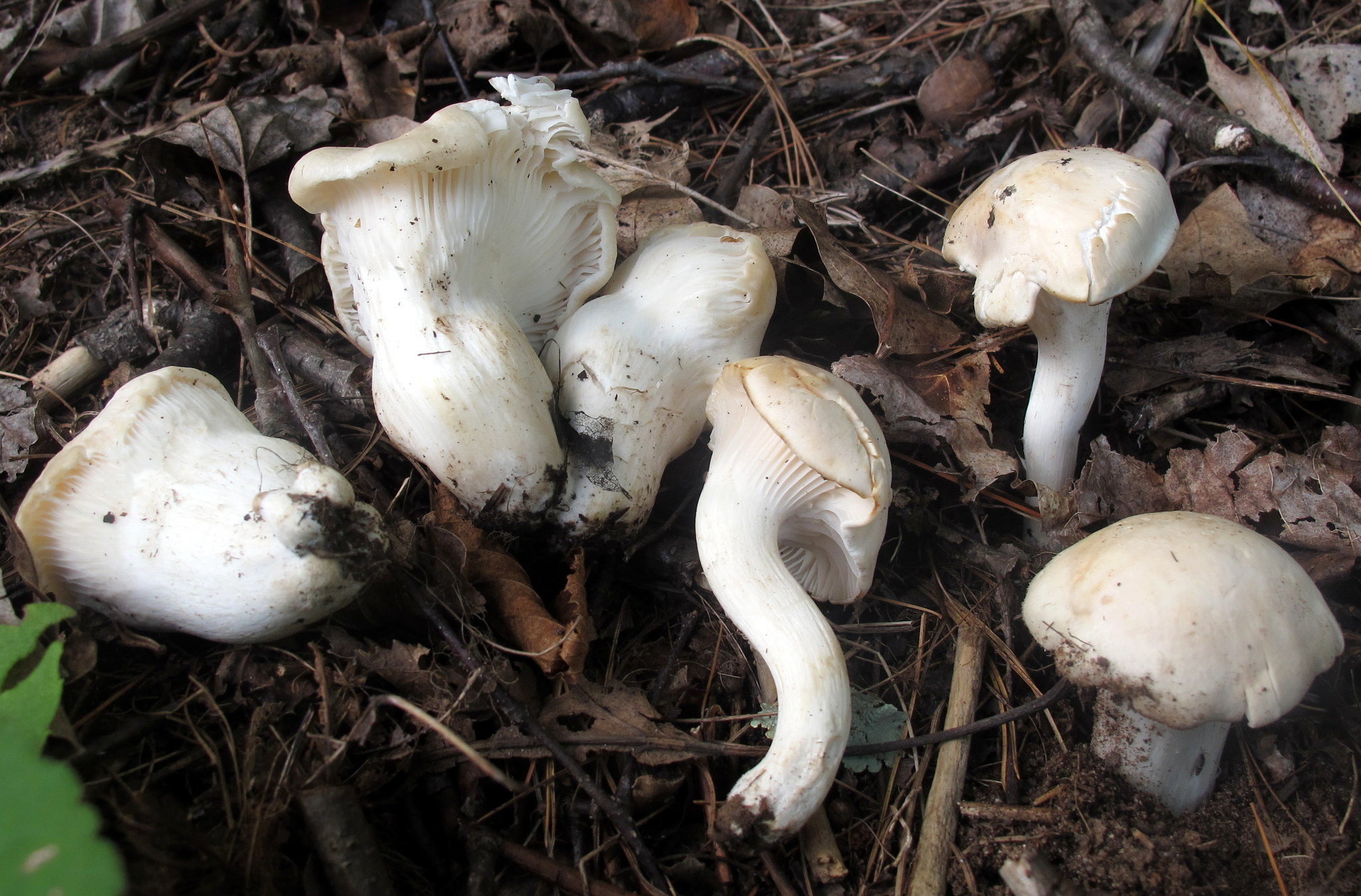
Cuphophyllus angustifolius
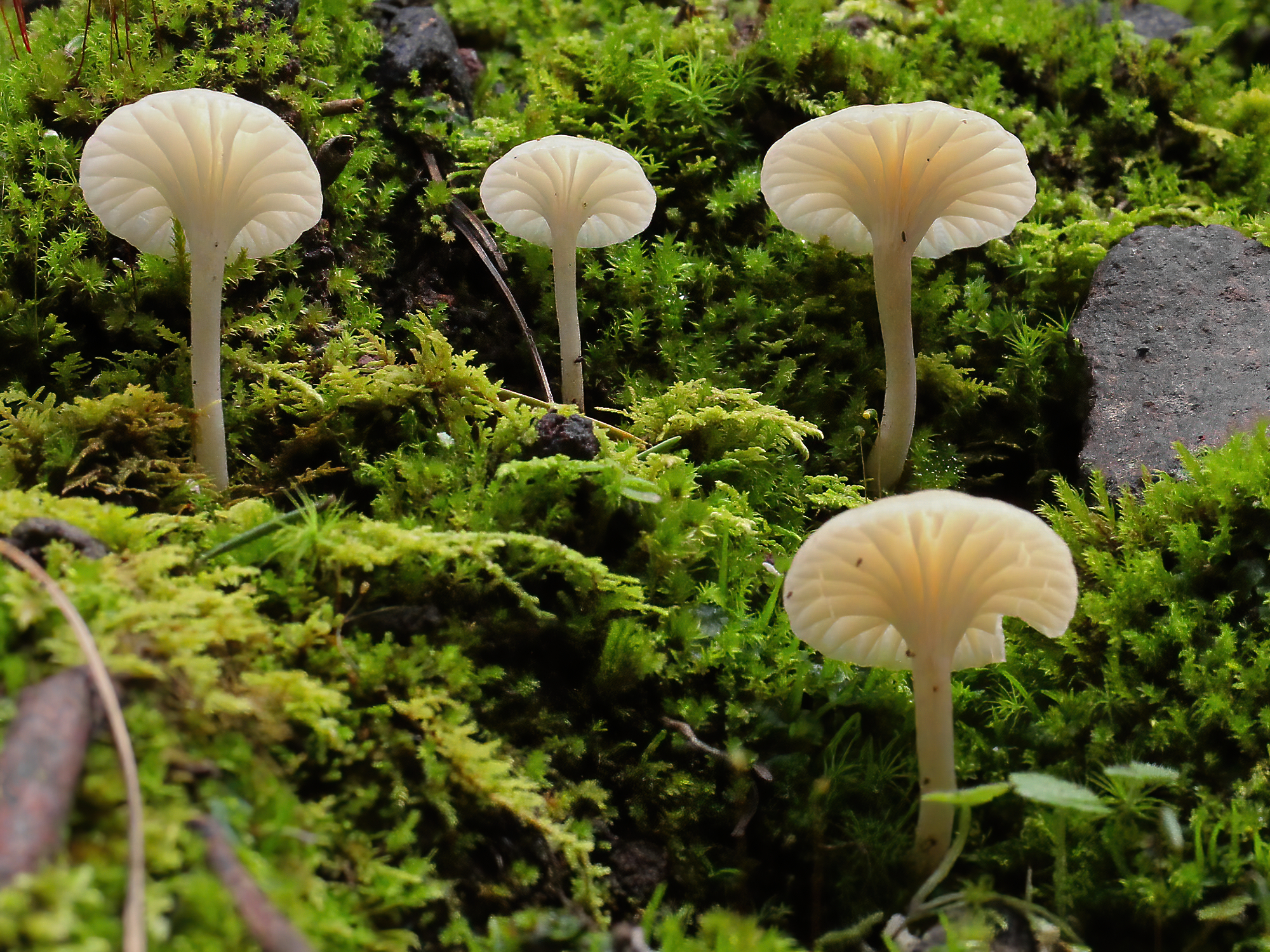
Cuphophyllus borealis
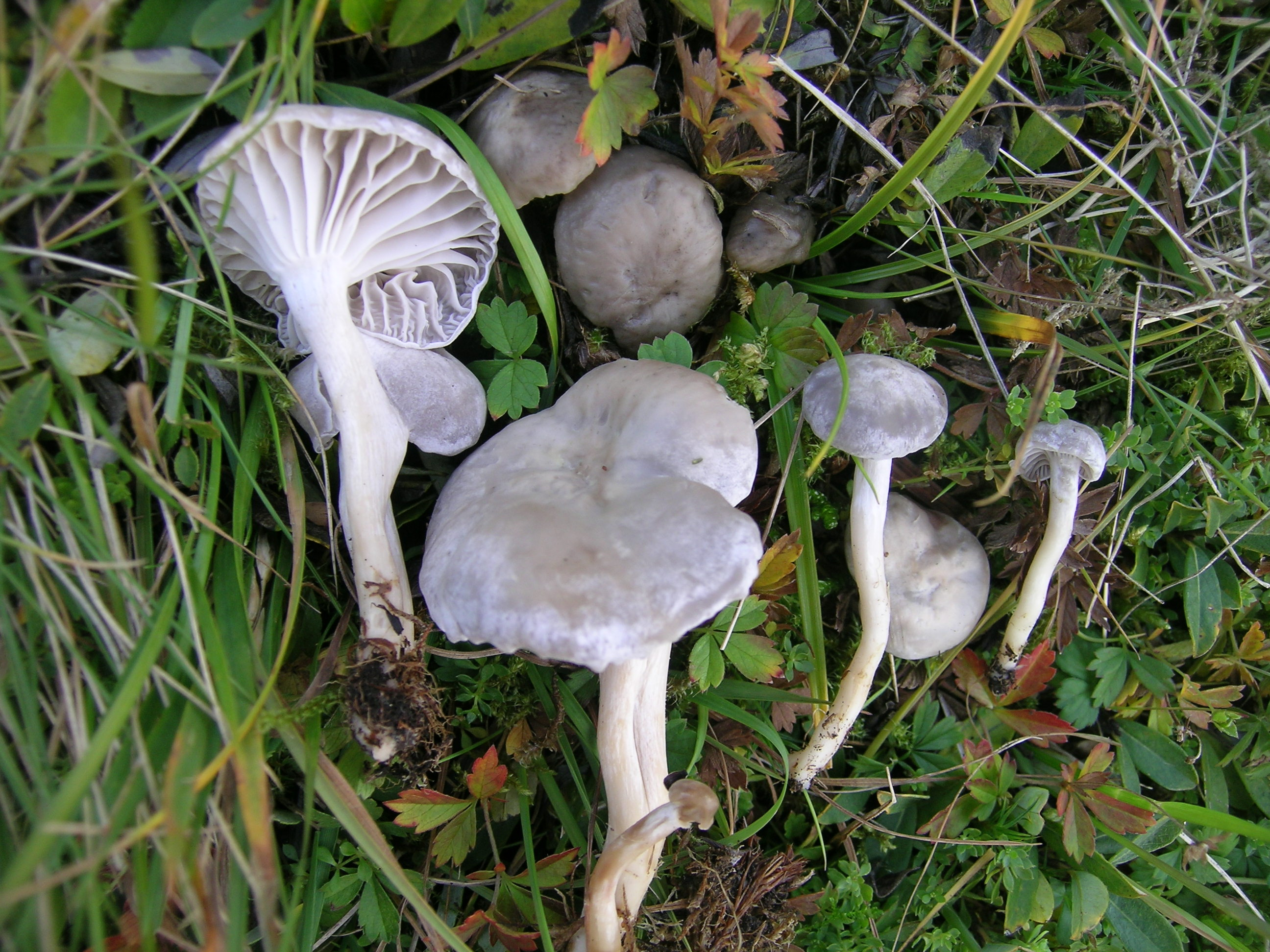
Hygrocybe canescens
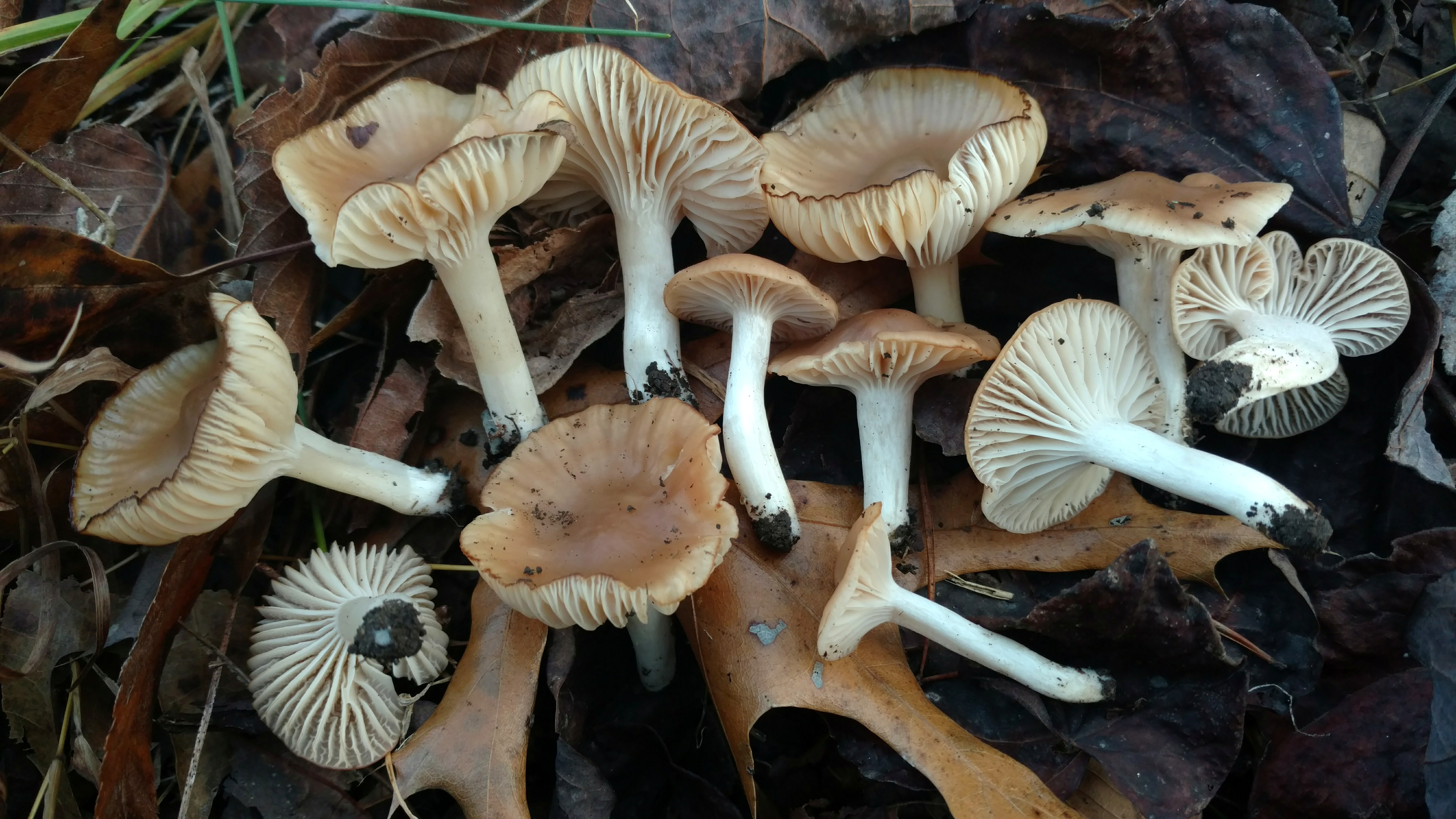
Cuphophyllus colemannianus
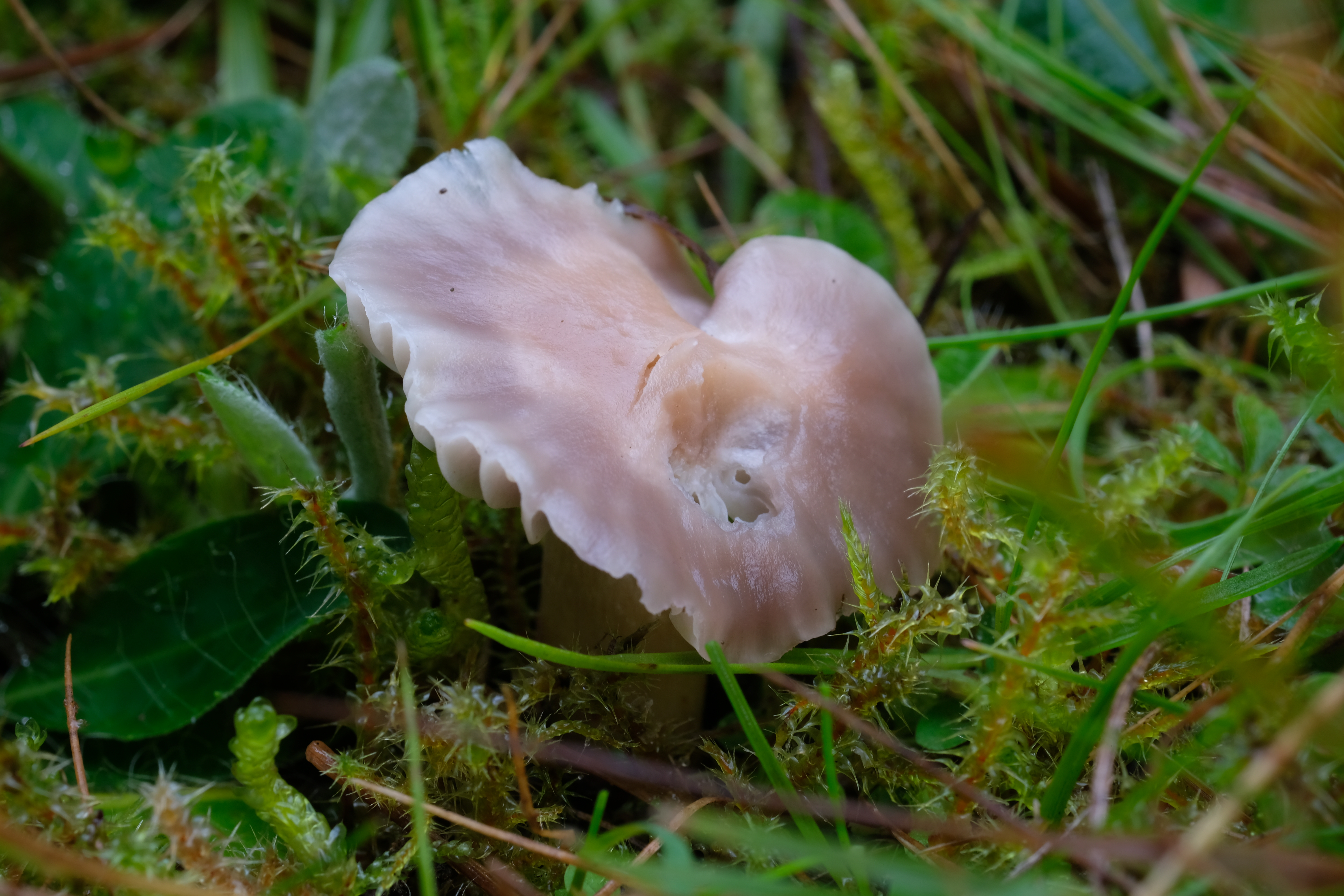
Cuphophyllus flavipes
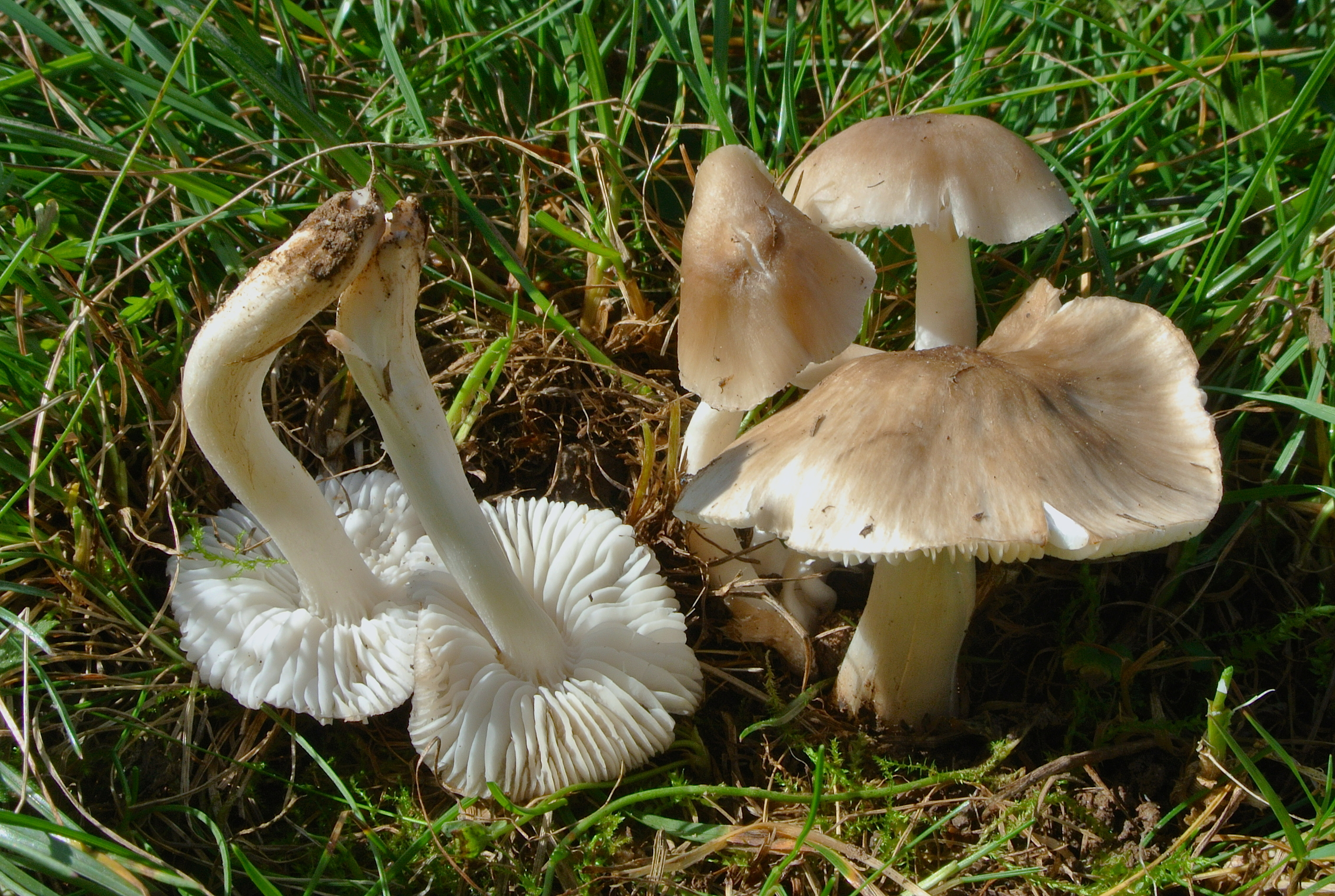
Cuphophyllus fornicatus

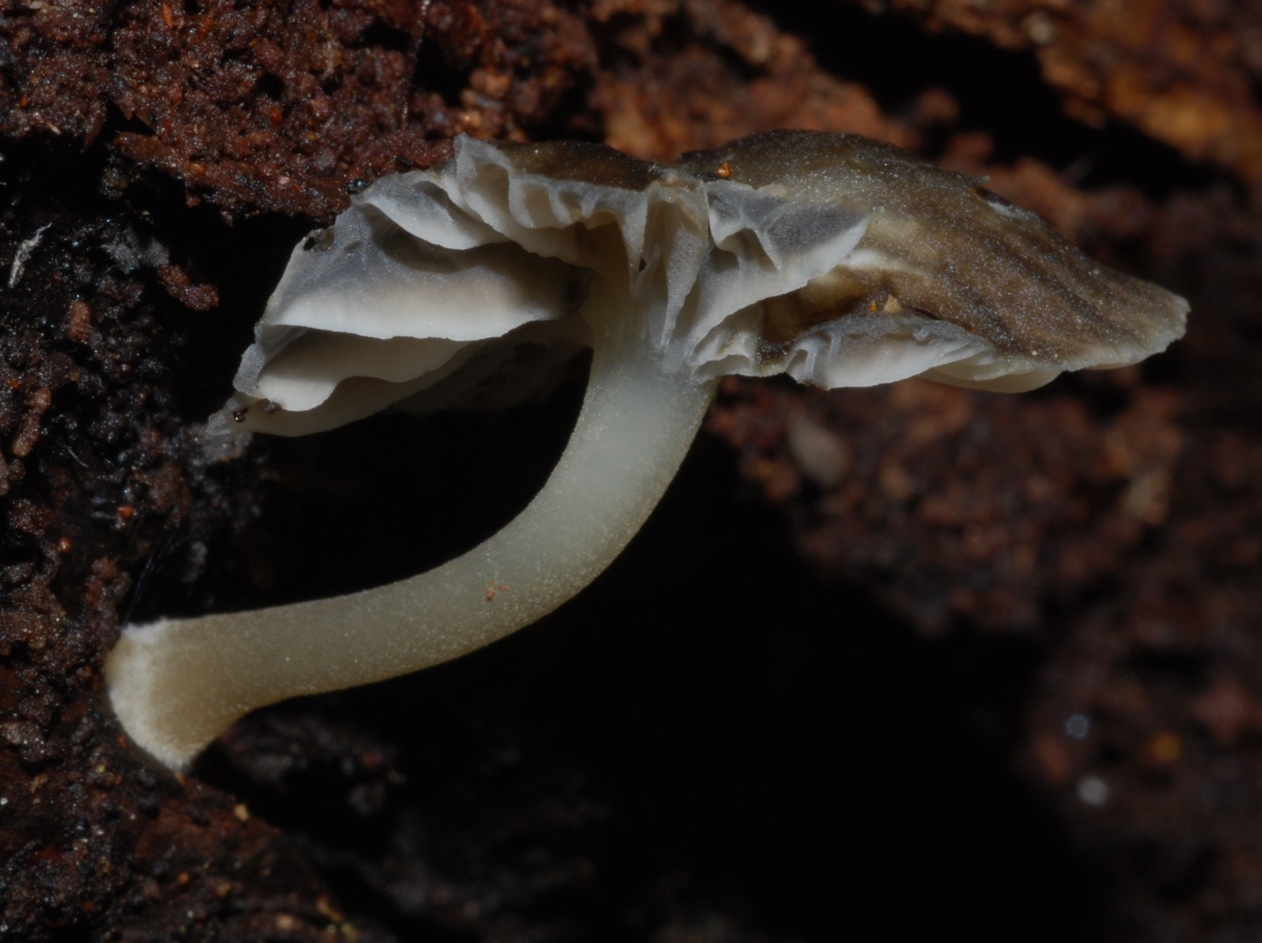
Cuphophyllus griseorufescens
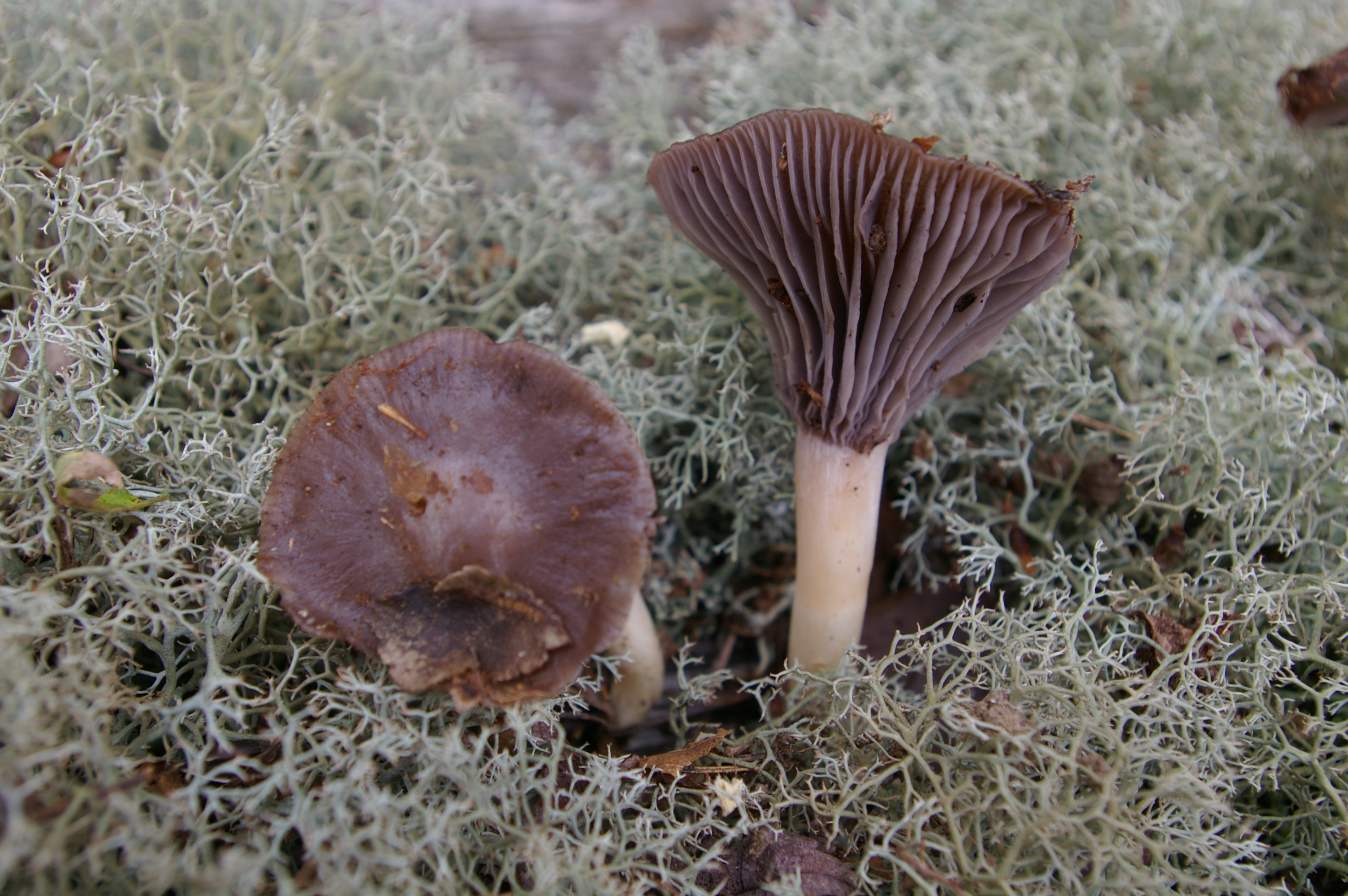
Cuphophyllus lacmus
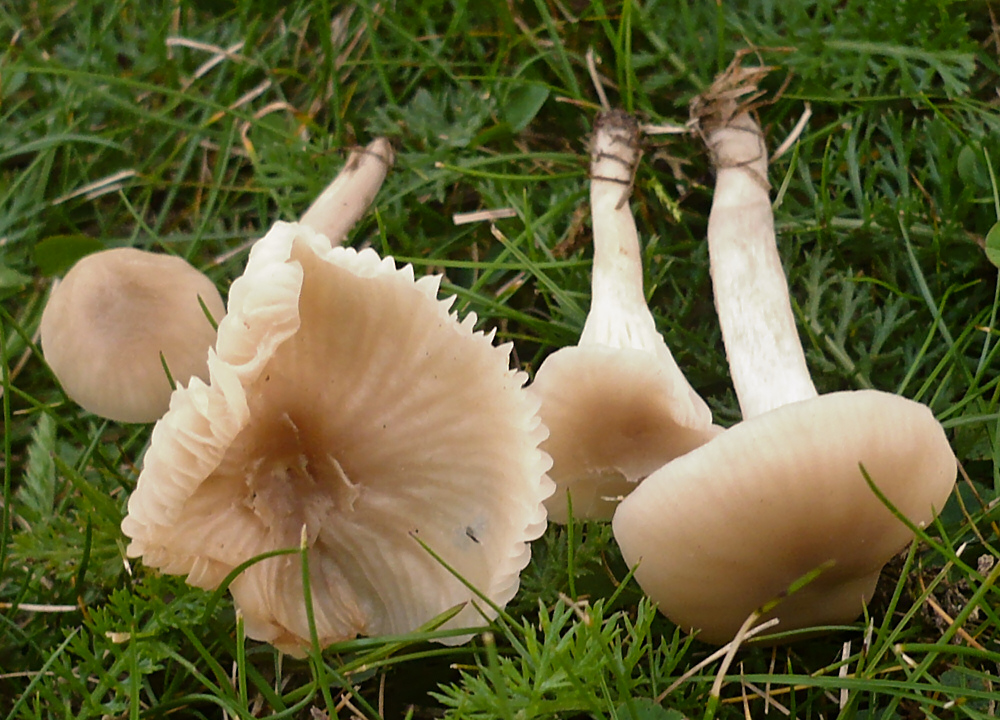
Cuphophyllus ochraceopallidus
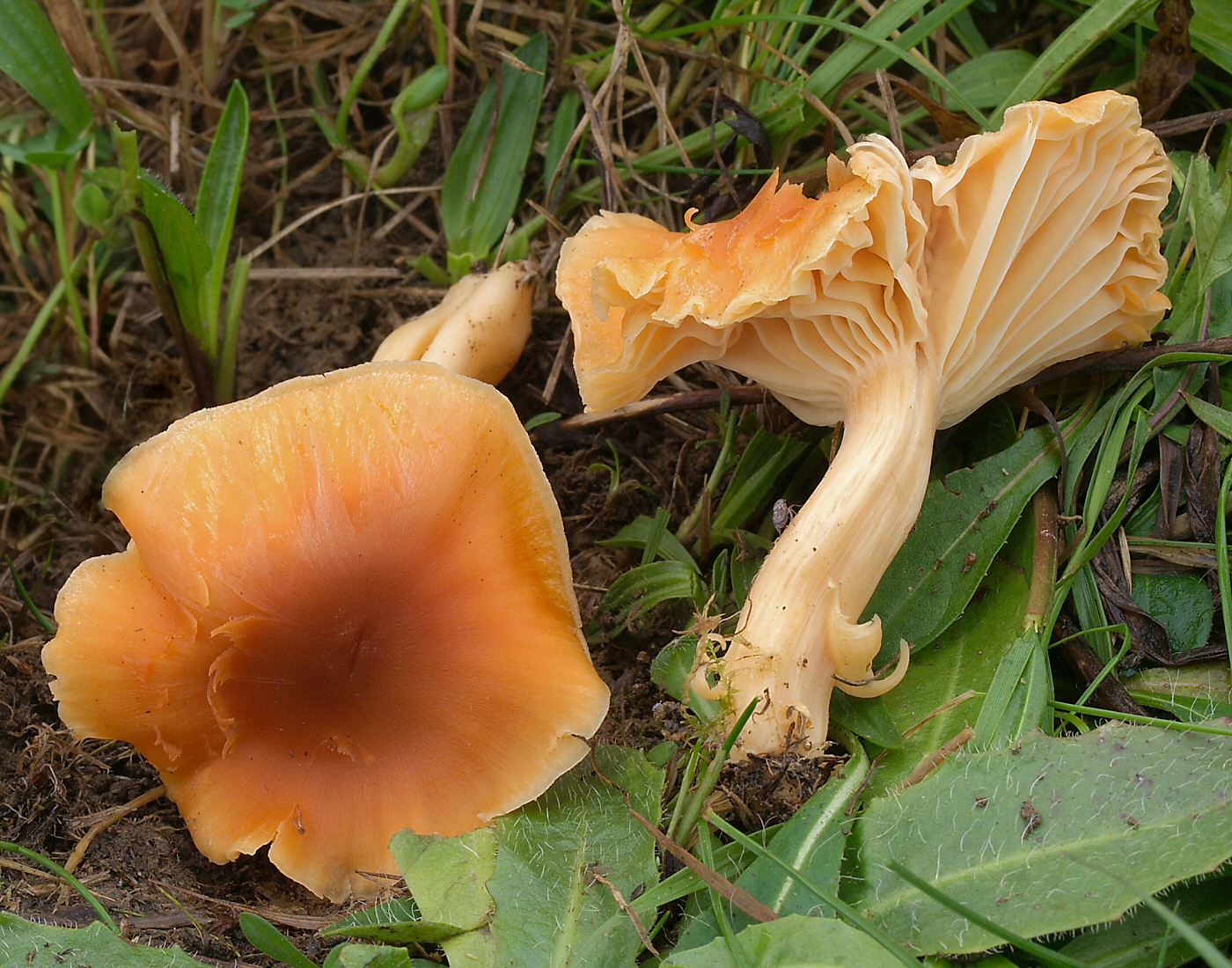
Cuphophyllus pratensis
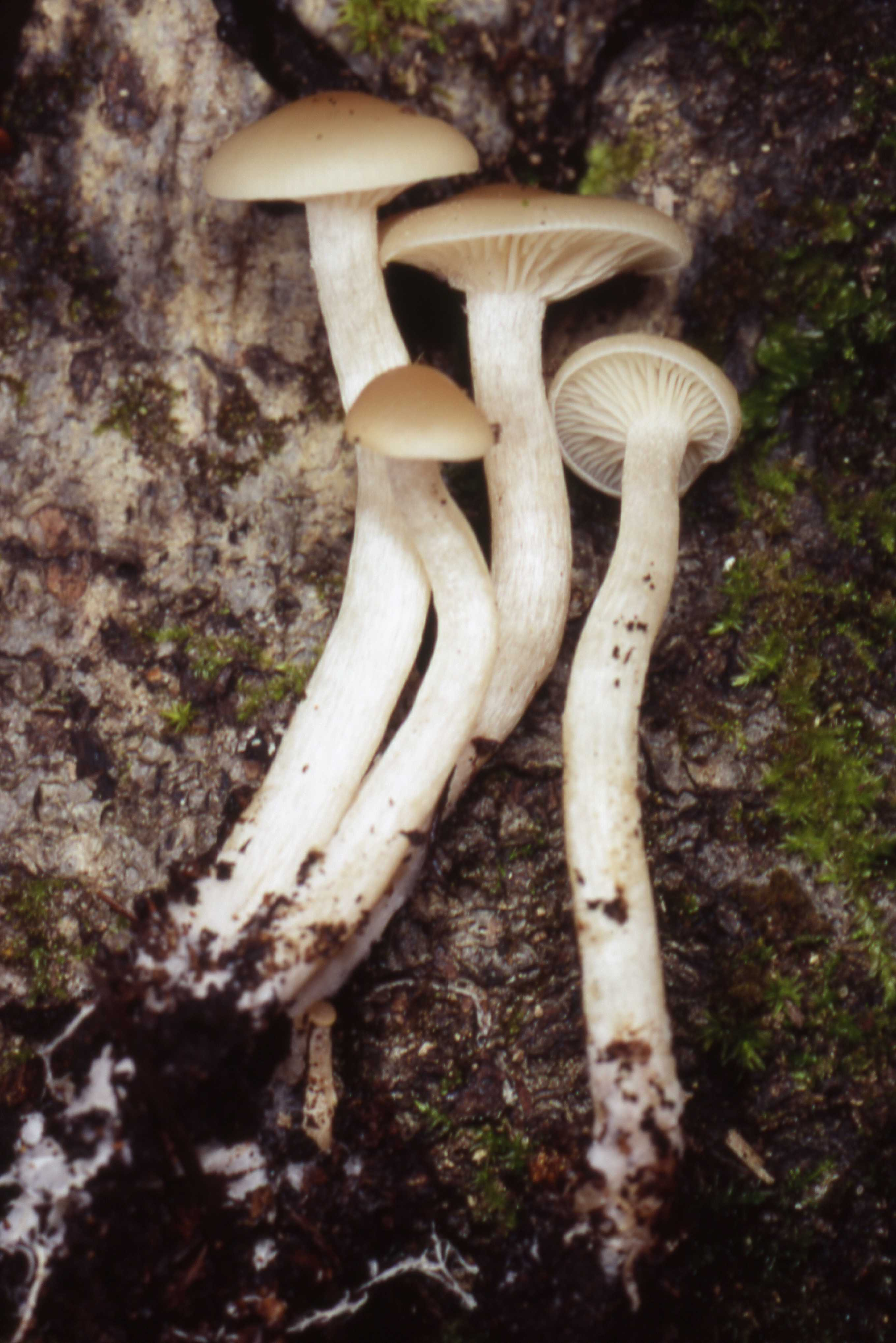
Cuphophyllus russocoriaceus
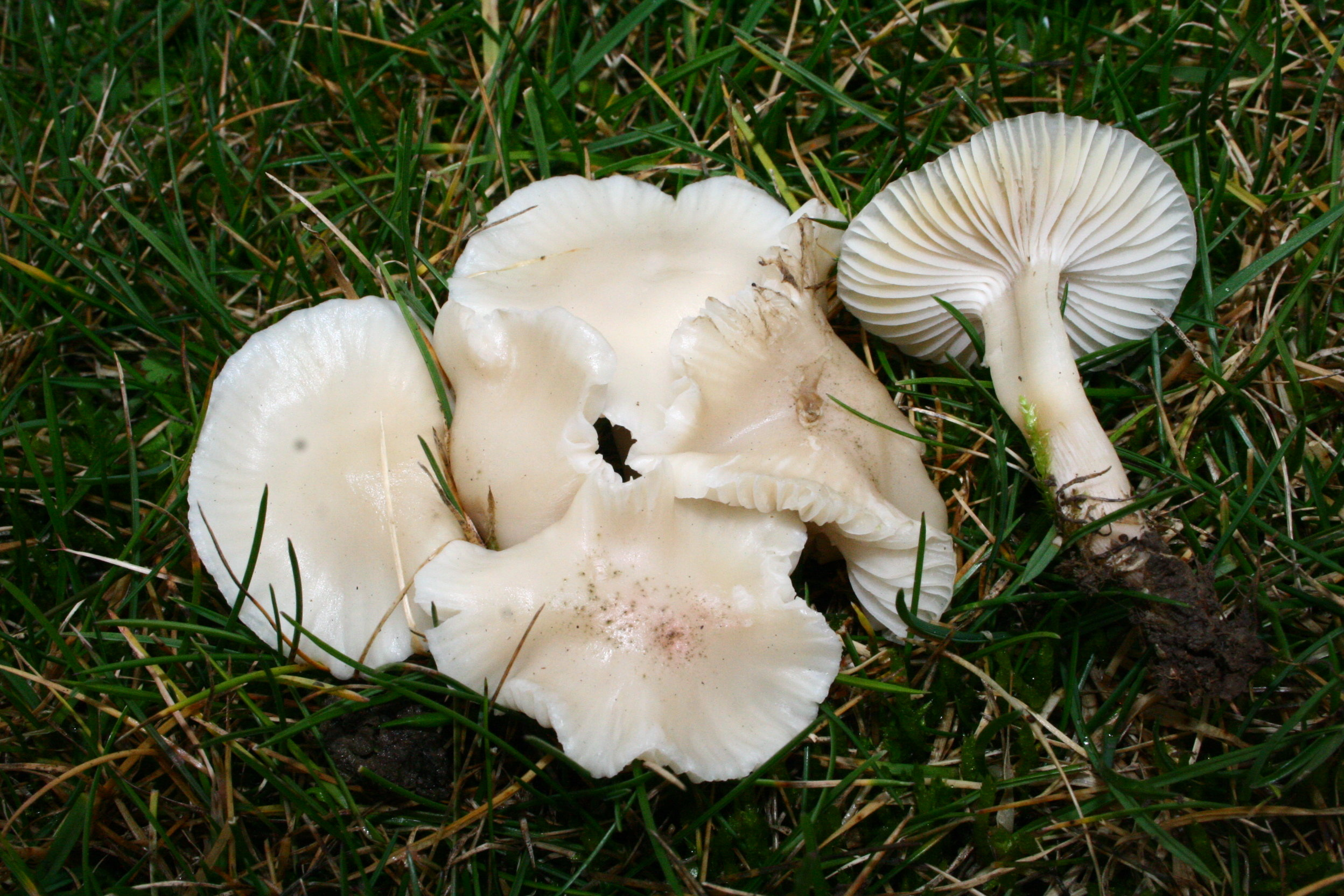
Cuphophyllus virgineus

## Valorificare
Speciile ale genului Cuphophyllus sunt în majoritate comestibile dar numai puține de mare valoare culinară. În plus, multe soiuri au devenit rare, de aceea ar trebui fi cruțate și lăsate la loc.